# Azanus camillus
Azanus camillus är en fjärilsart som beskrevs av Pieter Cramer 1782. Azanus camillus ingår i släktet Azanus och familjen juvelvingar. Inga underarter finns listade i Catalogue of Life.